# 2016 год в кино
В данной статье представлены списки топ-10 самых кассовых фильмов года, самих фильмов, вышедших в течение года и наград, полученных фильмами за 2016 год.

## Самые кассовые фильмы
| Место | Название                                        | Прокатчик    | Мировые кассовые сборы |
| ----- | ----------------------------------------------- | ------------ | ---------------------- |
| 1     | Первый мститель: Противостояние                 | Disney       | $1 153 296 293         |
| 2     | Изгой-один. Звёздные войны: Истории             | Disney       | $1 056 057 273         |
| 3     | В поисках Дори                                  | Disney       | $1 028 570 889         |
| 4     | Зверополис                                      | Disney       | $1 023 784 195         |
| 5     | Книга джунглей                                  | Disney       | $966 550 600           |
| 6     | Тайная жизнь домашних животных                  | Universal    | $875 457 937           |
| 7     | Бэтмен против Супермена: На заре справедливости | Warner Bros. | $873 634 919           |
| 8     | Фантастические твари и где они обитают          | Warner Bros. | $814 037 575           |
| 9     | Дэдпул                                          | Fox          | $783 112 979           |
| 10    | Отряд самоубийц                                 | Warner Bros. | $746 846 894           |

## Самые кассовые фильмы в российском прокате
| Место | Название                               | Студия                 | Кассовые сборы (руб.) |
| ----- | -------------------------------------- | ---------------------- | --------------------- |
| 1     | Зверополис                             | WDSSPR                 | 2 280 173 516         |
| 2     | Тайная жизнь домашних животных         | UPI                    | 2 138 455 552         |
| 3     | Дэдпул                                 | Двадцатый Век Фокс СНГ | 1 770 150 353         |
| 4     | Отряд самоубийц                        | Каро-Премьер           | 1 613 413 334         |
| 5     | Викинг                                 | Централ Партнершип     | 1 517 413 334         |
| 6     | Экипаж                                 | Централ Партнершип     | 1 504 520 668         |
| 7     | Варкрафт                               | UPI                    | 1 477 249 207         |
| 8     | Доктор Стрэндж                         | WDSSPR                 | 1 429 504 981         |
| 9     | Фантастические твари и где они обитают | Каро-Премьер           | 1 443 149 305         |
| 10    | Книга джунглей                         | WDSSPR                 | 1 356 248 358         |

## Фильмы, готовые к прокату в 2016 году

### Январь — март
| Премьера      | Премьера | Название                                        | Студия                                           | Режиссёр                                                           | В ролях | Жанр                         | Прим. |
| ------------- | -------- | ----------------------------------------------- | ------------------------------------------------ | ------------------------------------------------------------------ | --- | ---------------------------- | ----- |
| Я Н В А Р Ь   | 1        | Иван Царевич и Серый Волк 3                     | Студия анимационного кино Мельница               | Дарина Шмидт, Людмила Стеблянко                                    | Никита Ефремов, Иван Охлобыстин, Михаил Боярский                                                             | мультфильм, фэнтези, комедия |       |
| Я Н В А Р Ь   | 1        | Мафия: Игра на выживание                        | Enjoy Movies                                     | Сарик Андреасян                                                    | Виктор Вержбицкий, Вениамин Смехов, Юрий Чурсин, Андрей Чадов                                                | фантастика, боевик           |       |
| Я Н В А Р Ь   | 1        | Стив Джобс                                      | Universal Pictures                               | Дэнни Бойл                                                         | Майкл Фассбендер, Сет Роген, Кейт Уинслет                                                                    | драма, биография             |       |
| Я Н В А Р Ь   | 1        | Страна чудес                                    | All Media Company                                | Дмитрий Дьяченко, Максим Свешников                                 | Елена Яковлева, Фёдор Добронравов, Александр Паль, Олеся Железняк                                            | комедия                      |       |
| Я Н В А Р Ь   | 1        | Крампус                                         | Universal Pictures                               | Майкл Догерти                                                      | Адам Скотт, Тони Коллетт                                                                                     | ужасы, фэнтези               |       |
| Я Н В А Р Ь   | 1        | Млечный путь                                    | Production Value WorldWide                       | Анна Матисон                                                       | Сергей Безруков, Марина Александрова, Владимир Меньшов                                                       | комедия                      |       |
| Я Н В А Р Ь   | 1        | Богатырша                                       |                                                  | Ольга Лопато                                                       | Анна Хилькевич, Алексей Чумаков, Гарик Харламов, Тимур Батрутдинов                                           | мультфильм                   |       |
| Я Н В А Р Ь   | 7        | Выживший                                        | Regency Enterprises                              | Алехандро Гонсалес Иньярриту                                       | Леонардо ДиКаприо, Том Харди, Уилл Поултер, Пол Андерсон                                                     | приключения                  |       |
| Я Н В А Р Ь   | 7        | Голоса большой страны                           | Enjoy Movies                                     | Таир Мамедов                                                       | Алёна Тойминцева, Андрей Гризли, Тина Кузнецова, Антон Беляев                                                | мюзикл, комедия              |       |
| Я Н В А Р Ь   | 7        | Здравствуй, папа, Новый год!                    | Paramount Pictures                               | Шон Андерс                                                         | Марк Уолберг, Уилл Феррелл                                                                                   | комедия                      |       |
| Я Н В А Р Ь   | 14       | Крид: Наследие Рокки                            | Metro-Goldwyn-Mayer Warner Bros. New Line Cinema | Райан Куглер                                                       | Майкл Б. Джордан, Сильвестр Сталлоне                                                                         | драма, спорт                 |       |
| Я Н В А Р Ь   | 14       | Сёстры                                          | Universal Pictures                               | Джейсон Мур                                                        | Эми Полер, Тина Фей                                                                                          | комедия                      |       |
| Я Н В А Р Ь   | 14       | Лес призраков                                   | AI-Film                                          | Джейсон Зада                                                       | Натали Дормер, Оуэн Мэкен                                                                                    | ужасы                        |       |
| Я Н В А Р Ь   | 14       | Омерзительная восьмёрка                         | FilmColony                                       | Квентин Тарантино                                                  | Курт Рассел, Сэмюэл Л. Джексон, Тим Рот, Майкл Мэдсен, Брюс Дерн                                             | триллер, комедия             |       |
| Я Н В А Р Ь   | 14       | Телохранитель                                   | Angoa-Agicoa                                     | Алис Винокур                                                       | Маттиас Схунартс, Дайан Крюгер                                                                               | триллер, драма               |       |
| Я Н В А Р Ь   | 14       | Холодный фронт                                  | Hype Film                                        | Роман Волобуев                                                     | Светлана Устинова, Даша Чаруша, Александр Молочников                                                         | триллер, драма               |       |
| Я Н В А Р Ь   | 14       | Элвин и бурундуки: Грандиозное бурундуключение  | 20th Century Fox                                 | Уолт Бекер                                                         | Белла Торн, Мэттью Грей Гублер, Джастин Лонг, Джесси МакКартни                                               | мультфильм, фэнтези          |       |
| Я Н В А Р Ь   | 21       | Дедушка лёгкого поведения                       | Lionsgate                                        | Дэн Мазер                                                          | Роберт Де Ниро, Зак Эфрон                                                                                    | комедия                      |       |
| Я Н В А Р Ь   | 21       | Игра на понижение                               | Regency Enterprises Paramount Pictures           | Адам МакКей                                                        | Кристиан Бэйл, Стив Карелл, Райан Гослинг, Брэд Питт, Мелисса Лео                                            | драма, биография             |       |
| Я Н В А Р Ь   | 21       | Кровь моей крови                                | Amka Films Productions S.A.                      | Марко Беллоккьо                                                    | Роберто Херлицка, Пьер Джорджо Беллоккьо, Альба Рорвахер                                                     | драма, история               |       |
| Я Н В А Р Ь   | 21       | Последний обряд                                 | Dimension Films                                  | Уилл Кэнон                                                         | Мария Белло, Фрэнк Грилло, Коуди Хорн                                                                        | ужасы, триллер               |       |
| Я Н В А Р Ь   | 21       | 5-я волна                                       | Columbia Pictures                                | Дж. Блэйксон                                                       | Хлоя Грейс Морец, Ник Дж. Робинсон, Лив Шрайбер                                                              | фантастика                   |       |
| Я Н В А Р Ь   | 21       | Статус: Свободен                                |                                                  | Павел Руминов                                                      | Данила Козловский, Елизавета Боярская                                                                        | комедия                      |       |
| Я Н В А Р Ь   | 21       | Строго на запад                                 | DMC Film                                         | Джон Маклин                                                        | Майкл Фассбендер, Коди Смит-МакФи, Бен Мендельсон                                                            | вестерн, драма               |       |
| Я Н В А Р Ь   | 21       | Новогодний отрыв                                | Castelao Pictures                                | Хосе Корбачо, Хуан Крус                                            | Росси де Пальма, Лола Дуэньяс, Карлос Аресес                                                                 | комедия                      |       |
| Я Н В А Р Ь   | 21       | Джой                                            | Annapurna Pictures                               | Дэвид О. Расселл                                                   | Дженнифер Лоуренс, Роберт Де Ниро, Брэдли Купер                                                              | драма, комедия               |       |
| Я Н В А Р Ь   | 28       | Девушка из Дании                                | Focus Features                                   | Том Хупер                                                          | Эдди Редмэйн, Алисия Викандер                                                                                | драма, биография             |       |
| Я Н В А Р Ь   | 28       | Кунг-фу панда 3                                 | DreamWorks Animation                             | Алессандро Карлони                                                 | Джек Блэк, Анджелина Джоли, Джеки Чан, Сет Роген, Люси Лью                                                   | мультфильм                   |       |
| Я Н В А Р Ь   | 28       | Зачётный препод 2                               |                                                  | Бора Дагтекин                                                      | Элиас ЭмБарек, Йелла Хаазе, Каролина Херфурт                                                                 | комедия                      |       |
| Я Н В А Р Ь   | 28       | Кукла                                           | Lakeshore Entertainment                          | Уильям Брент Белл                                                  | Лорен Кохэн, Руперт Эванс, Бен Робсон                                                                        | ужасы, триллер               |       |
| Я Н В А Р Ь   | 28       | 13 часов: Тайные солдаты Бенгази                | Paramount Pictures                               | Майкл Бэй                                                          | Джон Красински, Джеймс Бэдж Дейл, Пабло Шрайбер                                                              | боевик, триллер              |       |
| Ф Е В Р А Л Ь | 4        | 30 свиданий                                     | ПЦ «Кинематограф»                                | Татьяна Капитан                                                    | Наталия Медведева, Никита Панфилов, Ирина Гринёва, Ян Цапник                                                 | комедия                      |       |
| Ф Е В Р А Л Ь | 4        | 50 оттенков чёрного                             | IM Global                                        | Майкл Тиддес                                                       | Марлон Уайанс, Джейн Сеймур, Фред Уиллард, Майк Эппс                                                         | комедия                      |       |
| Ф Е В Р А Л Ь | 4        | Антиганг                                        | Capture The Flag Films                           | Бенжамен Роше                                                      | Жан Рено, Катерина Мурино, Элбан Ленуар                                                                      | боевик                       |       |
| Ф Е В Р А Л Ь | 4        | Бруклин                                         | Irish Film Board                                 | Джон Краули                                                        | Сирша Ронан, Донал Глисон                                                                                    | мелодрама                    |       |
| Ф Е В Р А Л Ь | 4        | Затмение                                        | FilmNation Entertainment                         | Алехандро Аменабар                                                 | Эмма Уотсон, Итан Хоук, Дэвид Тьюлис                                                                         | триллер                      |       |
| Ф Е В Р А Л Ь | 4        | И грянул шторм                                  | Walt Disney Pictures                             | Крэйг Гиллеспи                                                     | Крис Пайн, Бен Фостер, Эрик Бана                                                                             | боевик, триллер              |       |
| Ф Е В Р А Л Ь | 4        | Карусели 2                                      |                                                  | Олег Хамитов, Виталий Белян                                        | Олег Хамитов, Андрей Пушмин, Виталий Белян                                                                   | драма, криминал              |       |
| Ф Е В Р А Л Ь | 4        | Мученицы                                        | Blumhouse Productions                            | Кевин Гетц, Майкл Гетц                                             | Тройэн Эвери Беллисарио, Кейт Бертон, Бэйли Ноубл                                                            | триллер, ужасы               |       |
| Ф Е В Р А Л Ь | 4        | Побег за мечтой                                 |                                                  | Константин Тищенко, Юрий Сысоев, Владимир Мистюков                 | Владимир Вдовиченков, Андрей Чадов, Мирослава Карпович, Денис Косяков                                        | драма, криминал              |       |
| Ф Е В Р А Л Ь | 4        | Римские свидания                                | Ambi Pictures                                    | Элла Лемхаген                                                      | Сара Джессика Паркер, Пас Вега, Клаудия Кардинале, Рауль Бова                                                | комедия                      |       |
| Ф Е В Р А Л Ь | 4        | Танцующий в пустыне                             | Relativity Media                                 | Ричард Рэймонд                                                     | Фрида Пинто, Рис Ричи, Том Каллен                                                                            | драма                        |       |
| Ф Е В Р А Л Ь | 4        | Ян Карский. Праведник мира                      | Apple Film Productions                           | Славомир Грюнберг                                                  | | документальный               |       |
| Ф Е В Р А Л Ь | 4        | Большой Вавилон                                 | Altitude Film Entertainment                      | Ник Рид, Марк Франкетти                                            | Владимир Урин, Сергей Филин, Мария Александрова                                                              | документальный               |       |
| Ф Е В Р А Л Ь | 11       | Дэдпул                                          | 20th Century Fox Marvel Entertainment            | Тим Миллер                                                         | Морена Баккарин, Ти Джей Миллер, Райан Рейнольдс                                                             | боевик, приключение          |       |
| Ф Е В Р А Л Ь | 11       | В центре внимания                               | Open Road Films                                  | Том МакКарти                                                       | Марк Руффало, Майкл Китон, Рэйчел МакАдамс, Лив Шрайбер                                                      | драма, биография             |       |
| Ф Е В Р А Л Ь | 11       | Лазурный берег                                  | Universal Studios                                | Анджелина Джоли                                                    | Брэд Питт, Анджелина Джоли                                                                                   | мелодрама                    |       |
| Ф Е В Р А Л Ь | 11       | Медведи Буни: Таинственная зима                 |                                                  | Динг Лианг, Фуюань Лью                                             | | мультфильм                   |       |
| Ф Е В Р А Л Ь | 11       | Ставка на любовь                                | Yellow, Black & White                            | Артём Михалков, Денис Жалинский, Резо Гигинеишвили, Иракли Родоная | Алексей Горбунов, Никита Тарасов, Александр Ревва, Катерина Шпица, Андрей Бурковский                         | комедия                      |       |
| Ф Е В Р А Л Ь | 11       | Театр призраков                                 | Django Film                                      | Хидэо Наката                                                       | Харука Симадзаки, Рихо Такаги, Рика Адати                                                                    | ужасы                        |       |
| Ф Е В Р А Л Ь | 11       | В активном поиске                               | New Line Cinema                                  | Кристиан Диттер                                                    | Дакота Джонсон, Элисон Бри, Ребел Уилсон, Лесли Манн                                                         | комедия                      |       |
| Ф Е В Р А Л Ь | 11       | Новые приключения Аладдина                      | 74 films                                         | Артур Бензакен                                                     | Кев Адамс, Жан-Поль Рув,Ванесса Гуид                                                                         | комедия                      |       |
| Ф Е В Р А Л Ь | 18       | Гордость и предубеждение и зомби                | Lionsgate                                        | Бёрр Стирс                                                         | Лили Джеймс, Лина Хиди, Мэтт Смит, Джек Хьюстон                                                              | ужасы, боевик                |       |
| Ф Е В Р А Л Ь | 18       | Образцовый самец № 2                            | Paramount Pictures                               | Бен Стиллер                                                        | Бен Стиллер, Кристен Уиг, Оливия Манн, Уилл Фаррелл, Пенелопа Крус, Оуэн Уилсон                              | комедия                      |       |
| Ф Е В Р А Л Ь | 18       | Запретная зона                                  | Praetoria Productions                            | Маттиас Олоф Ейх                                                   | Сарита Брэдли, Патрик Янс, Эстер Мааб                                                                        | ужасы                        |       |
| Ф Е В Р А Л Ь | 18       | Из тьмы                                         | Altitude Film Entertainment                      | Корин Харди                                                        | Джозеф Моул, Бояна Новакович, Майкл МакЭлхаттон                                                              | ужасы                        |       |
| Ф Е В Р А Л Ь | 18       | Мой король                                      | 120 Films                                        | Майвенн Ле Беско                                                   | Венсан Кассель, Эмманюэль Берко, Луи Гаррел                                                                  | мелодрама                    |       |
| Ф Е В Р А Л Ь | 18       | Трамбо                                          | Bleecker Street                                  | Джей Роуч                                                          | Брайан Крэнстон, Дайан Лэйн, Хелен Миррен                                                                    | драма                        |       |
| Ф Е В Р А Л Ь | 18       | Крякнутые каникулы                              | Animation Studio RIM                             | Виктор Лакисов                                                     | Никита Пресняков, Владимир Пресняков, Эвелина Блёданс                                                        | мультфильм                   |       |
| Ф Е В Р А Л Ь | 18       | Разборка в Маниле                               | Holliwood Storm                                  | Марк Дакаскос                                                      | Александр Невский, Каспер Ван Дин, Тиа Каррере                                                               | боевик                       |       |
| Ф Е В Р А Л Ь | 18       | День выборов 2                                  | Стрела                                           | Александр Баршак                                                   | Квартет И, Нонна Гришаева, Максим Виторган                                                                   | комедия                      | [ 3 ] |
| Ф Е В Р А Л Ь | 18       | Чемпионы: Быстрее. Выше. Сильнее                | Enjoy Movies                                     | Артём Аксёненко                                                    | Кристина Асмус, Сергей Бондарчук, Евгений Пронин, Егор Корешков, Александр Робак                             | спортивная драма             |       |
| Ф Е В Р А Л Ь | 18       | Клан                                            | El Deseo S.A.                                    | Пабло Траперо                                                      | Гильермо Франселья, Питер Ланзани                                                                            | триллер, драма               |       |
| Ф Е В Р А Л Ь | 25       | Анархисты                                       | 24 Mai Productions                               | Эли Важеман                                                        | Тахар Рахим, Адель Экзаркопулос, Сванн Арло                                                                  | драма                        |       |
| Ф Е В Р А Л Ь | 25       | Лунная афера                                    | Nexus Factory                                    | Антуан Бардо-Жаке                                                  | Руперт Гринт, Рон Перлман, Роберт Шиэн                                                                       | комедия                      |       |
| Ф Е В Р А Л Ь | 25       | Ближе, чем кажется                              |                                                  | Алёна Рубинштейн, Андрей Ким, Наталия Беляускене                   | Тимофей Трибунцев, Даниил Изотов, Максим Сапрыкин                                                            | комедия                      |       |
| Ф Е В Р А Л Ь | 25       | Боги Египта                                     | Summit Entertainment                             | Алекс Пройас                                                       | Джерард Батлер, Николай Костер-Вальдау, Джеффри Раш                                                          | фэнтези                      |       |
| Ф Е В Р А Л Ь | 25       | Нина навсегда                                   | ARK Movie Fund                                   | Бен Блейн, Крис Блейн                                              | Фиона О’Шонесси, Эбигейл Хардингэм, Киэн Бэрри                                                               | комедия                      |       |
| Ф Е В Р А Л Ь | 25       | Пернатая банда                                  | Animex                                           | Рикардо Арнаис, Майк Кункель, Рауль Гарсиа                         | | мультфильм                   |       |
| Ф Е В Р А Л Ь | 25       | По ту сторону двери                             | Kriti Productions                                | Йоханнес Робертс                                                   | Сара Уэйн Кэллис, Джереми Систо, Хавьер Ботет                                                                | ужасы                        |       |
| Ф Е В Р А Л Ь | 25       | Пятница                                         | RSS Production                                   | Евгений Шелякин                                                    | Данила Козловский, Катерина Шпица, Кирилл Плетнёв                                                            | комедия                      |       |
| Ф Е В Р А Л Ь | 25       | Мистер Холмс                                    | AI-Film                                          | Билл Кондон                                                        | Иэн МакКеллен, Лора Линни, Майло Паркер                                                                      | детектив, драма              |       |
| М А Р Т       | 3        | Зверополис                                      | Walt Disney Pictures                             | Байрон Ховард, Рич Мур, Джаред Буш                                 | Джиннифер Гудвин, Джейсон Бейтман                                                                            | мультфильм                   |       |
| М А Р Т       | 3        | Три девятки                                     | Open Road Films                                  | Джон Хиллкоут                                                      | Аарон Пол, Кейт Уинслет, Вуди Харрельсон, Кейси Аффлек                                                       | криминал, драма              |       |
| М А Р Т       | 3        | Ошибка времени                                  | Royal Picture                                    | Брэдли Кинг                                                        | Даниэль Панабэйкер, Мэтт О’Лири, Джордж Финн                                                                 | фантастика                   |       |
| М А Р Т       | 3        | 8 лучших свиданий                               | Централ партнершип                               | Марюс Вайсберг                                                     | Владимир Зеленский, Вера Брежнева, Владимир Епифанцев                                                        | комедия                      |       |
| М А Р Т       | 3        | Да здравствует Цезарь!                          | Universal Studios                                | Итан Коэн, Джоэл Коэн                                              | Джош Бролин, Джордж Клуни, Рэйф Файнс, Скарлетт Йоханссон, Тильда Суинтон, Фрэнсис МакДорманд, Ченнинг Татум | комедия, детектив            |       |
| М А Р Т       | 3        | Песнь заката                                    | Hurricane Films                                  | Теренс Дэвис                                                       | Питер Муллан, Агнесс Дин, Кевин Гатри                                                                        | драма                        |       |
| М А Р Т       | 10       | Дивергент, глава 3: За стеной                   | Summit Entertainment                             | Роберт Швентке                                                     | Шейлин Вудли, Зои Кравиц, Майлз Теллер, Наоми Уоттс                                                          | фантастика, приключение      |       |
| М А Р Т       | 10       | Братья из Гримсби                               | Columbia Pictures                                | Луи Летерье                                                        | Саша Барон Коэн, Марк Стронг                                                                                 | комедия, боевик              |       |
| М А Р Т       | 10       | Кэрол                                           | The Weinstein Company                            | Хейнс Тодд                                                         | Кейт Бланшет, Руни Мара                                                                                      | мелодрама                    |       |
| М А Р Т       | 10       | Как поднять миллион. Исповедь Z@drota           | Марс Медиа Энтертейнмент                         | Клим Шипенко                                                       | Виктор Грудев, Дмитрий Калязин                                                                               | драма                        |       |
| М А Р Т       | 10       | Вирус                                           | Blumhouse Productions                            | Генри Джуст, Эриель Шульман                                        | Анали Типтон, Майкл Келли, София Блэк-Д’Элиа                                                                 | ужасы, фантастика            |       |
| М А Р Т       | 10       | Вакантна жизнь шеф-повара                       | ВГИК-Дебют                                       | Рустам Ильясов                                                     | Пётр Фёдоров, Виктор Вержбицкий                                                                              | драма                        |       |
| М А Р Т       | 10       | Милый Ханс, дорогой Пётр                        | «Пассажир»                                       | Александр Миндадзе                                                 | Якоб Диль, Андрюс Даряла                                                                                     | драма                        |       |
| М А Р Т       | 10       | Сахар                                           |                                                  | Дэймон Гамо                                                        | Дэймон Гамо                                                                                                  | документальный               |       |
| М А Р Т       | 17       | Падение Лондона                                 | Millennium Films                                 | Бабак Наджафи                                                      | Джерард Батлер, Аарон Экхарт, Морган Фримен                                                                  | боевик                       |       |
| М А Р Т       | 17       | Запрос в друзья                                 | Seven Pictures                                   | Симон Ферхоэвен                                                    | Алисия Дебнем-Кери, Уильям Моусли, Бритт Морган                                                              | ужасы, триллер               |       |
| М А Р Т       | 17       | Джейн берёт ружьё                               | 1821 Pictures, Scott Pictures, Straight Up Films | Гэвин О’Коннор                                                     | Натали Портман, Джоэл Эдгертон, Юэн Макгрегор                                                                | вестерн, боевик, драма       |       |
| М А Р Т       | 17       | СуперБобровы                                    | Yellow, Black & White                            | Дмитрий Дьяченко                                                   | Павел Деревянко, Оксана Акиньшина, Роман Мадянов                                                             | комедия                      |       |
| М А Р Т       | 17       | Смешарики. Легенда о золотом драконе            | Продюсерский центр «Рики», Петербург             | Денис Чернов                                                       | Вадим Бочанов, Светлана Письмиченко, Михаил Черняк                                                           | мультфильм, комедия          |       |
| М А Р Т       | 17       | Чужая страна                                    | Dragonfly Pictures                               | Ким Фаррант                                                        | Николь Кидман, Джозеф Файнс, Хьюго Уивинг                                                                    | драма, триллер               |       |
| М А Р Т       | 17       | Незваные гости                                  | Black Fish Films                                 | Адам Шиндлер                                                       | Рори Калкин, Летисия Хименез                                                                                 | ужасы, триллер               |       |
| М А Р Т       | 17       | Контрибуция                                     | Ленфильм                                         | Сергей Снежкин                                                     | Максим Матвеев, Елизавета Боярская                                                                           | история, детектив            |       |
| М А Р Т       | 17       | Франкофония                                     | Idéale Audience                                  | Александр Сокуров                                                  | Луи-До де Ланкесэ                                                                                            | документальный               |       |
| М А Р Т       | 24       | Бэтмен против Супермена: На заре справедливости | Warner Bros., DC Comics                          | Зак Снайдер                                                        | Генри Кавилл, Бен Аффлек, Эми Адамс                                                                          | фантастика, фэнтези, боевик  |       |
| М А Р Т       | 24       | Жизнь                                           | Barry Films, Corner Piece Capital                | Антон Корбейн                                                      | Роберт Паттинсон, Дейн Дехан                                                                                 | драма, биография             |       |
| М А Р Т       | 24       | Тронутые                                        | Amasia Entertainment                             | Грен Уэллс                                                         | Роберт Шиэн, Дев Патель, Зои Кравиц                                                                          | комедия, драма               |       |
| М А Р Т       | 24       | Помнить                                         | Egoli Tossell Film AG                            | Атом Эгоян                                                         | Кристофер Пламмер, Дин Норрис                                                                                | триллер, драма               |       |
| М А Р Т       | 24       | Норм и Несокрушимые                             | Lionsgate                                        | Тревор Уолл                                                        | Роб Шнайдер, Билл Найи, Кен Джонг                                                                            | мультфильм, комедия          |       |
| М А Р Т       | 24       | Друзья                                          | Arte France, StudioCanal                         | Луи Гаррель                                                        | Луи Гаррель, Гольшифте Фарахани                                                                              | мелодрама, комедия           |       |
| М А Р Т       | 24       | Белки в деле                                    | Awesometown Entertainment                        | Росс Венокур                                                       | Виктория Джастис, Джон Легисамо                                                                              | мультфильм, комедия          |       |
| М А Р Т       | 24       | Тайна Снежной Королевы                          |                                                  | Наталья Бондарчук                                                  | Анна Потебня, Анна Снаткина, Владислав Новицкий                                                              | фэнтези                      |       |
| М А Р Т       | 24       | Уроки выживания                                 | KinoProGroup                                     | Андрей Томашевский                                                 | Денис Никифоров, Илья Костюков                                                                               | комедия, приключения         |       |
| М А Р Т       | 24       | Лунный флаг                                     | 4 Cats Pictures                                  | Энрике Гато                                                        | Дани Ровира, Мишель Дженнер                                                                                  | мультфильм, комедия          |       |
| М А Р Т       | 31       | Экстрасенсы                                     | New Line Cinema                                  | Афонсо Пойарт                                                      | Энтони Хопкинс, Колин Фаррел, Джеффри Дин Морган                                                             | детектив, триллер            |       |
| М А Р Т       | 31       | Кловерфилд, 10                                  | Bad Robot Productions                            | Дэн Трахтенберг                                                    | Мэри Элизабет Уинстэд, Джон Гудмен, Джон Галлахер-младший                                                    | фантастика, триллер, ужасы   |       |
| М А Р Т       | 31       | Колония Дигнидад                                | Fred Films                                       | Флориан Галленбергер                                               | Эмма Уотсон, Даниэль Брюль, Микаэль Нюквист                                                                  | триллер, драма               |       |
| М А Р Т       | 31       | Герой                                           | Фонд Кино                                        | Юрий Васильев                                                      | Дима Билан, Светлана Иванова, Александр Балуев                                                               | мелодрама                    |       |
| М А Р Т       | 31       | Миссия в Майами                                 | Universal Pictures                               | Тим Стори                                                          | Айс Кьюб, Кевин Харт, Оливия Манн                                                                            | комедия, боевик              |       |
| М А Р Т       | 31       | Маршрут построен                                | Ультра Стори                                     | Олег Асадулин                                                      | Светлана Устинова, Павел Чинарёв                                                                             | ужасы, триллер               |       |
| М А Р Т       | 31       | Помню — не помню!                               | Kinofirma                                        | Василий Ровенский                                                  | Наталия Медведева, Полина Максимова                                                                          | комедия                      |       |
| М А Р Т       | 31       | Хичкок/Трюффо                                   | Arte France                                      | Кент Джонс                                                         | Матьё Амальрик, Уэс Андерсон                                                                                 | документальный               |       |
| М А Р Т       | 31       | Охрана                                          | Амкарт                                           | Александр Прошкин                                                  | Виктор Сухоруков, Антон Шагин                                                                                | драма, комедия               |       |
| М А Р Т       | 31       | Образцовые семьи                                | ARP Sélection                                    | Жан-Поль Раппно                                                    | Матьё Амальрик, Марина Вакт                                                                                  | драма, комедия               |       |

### Апрель — июнь
| Премьера    | Премьера | Название                                         | Студия | Режиссёр                                                                           | В ролях | Жанр                                   | Прим.  |
| ----------- | -------- | ------------------------------------------------ | --- | ---------------------------------------------------------------------------------- | --- | -------------------------------------- | ------ |
| А П Р Е Л Ь | 7        | Хардкор                                          | Базелевс / Robusto | Илья Найшуллер                                                                     | Шарлто Копли, Данила Козловский, Хейли Беннетт | боевик, фантастика                     |        |
| А П Р Е Л Ь | 7        | Книга джунглей                                   | Walt Disney Pictures | Джон Фавро                                                                         | Нил Сети, Билл Мюррей, Бен Кингсли, Кристофер Уокен, Идрис Эльба | фэнтези, драма, приключения            |        |
| А П Р Е Л Ь | 7        | Эдди «Орёл»                                      | Marv Films | Декстер Флетчер                                                                    | Тэрон Эджертон, Хью Джекман | комедия                                |        |
| А П Р Е Л Ь | 7        | Громче, чем бомбы                                | Animal Kingdom / Canal+ [fr] / arte France Cinéma                                                                                                | Йоаким Триер                                                                       | Гэбриел Бирн, Изабель Юппер, Джесси Айзенберг | драма                                  |        |
| А П Р Е Л Ь | 7        | Коробка                                          | Телесто | Эдуард Бордуков                                                                    | Сергей Романович, Сергей Подольный | драма, комедия                         |        |
| А П Р Е Л Ь | 7        | Пришельцы 3: Взятие Бастилии                     | Gaumont / Ouille Productions /TF1 Films Production                                                                                               | Жан-Мари Пуаре                                                                     | Жан Рено, Кристиан Клавье | комедия                                |        |
| А П Р Е Л Ь | 7        | Каждому своё                                     | Annapurna Pictures / Paramount Pictures | Ричард Линклейтер                                                                  | Блейк Дженнер, Джастон Стрит, Райан Гузман | комедия                                |        |
| А П Р Е Л Ь | 7        | Пальмы в снегу                                   | Atresmedia Cine / Dynamo / Nostromo Pictures | Фернандо Гонзалез Молина                                                           | Марио Касас, Адриана Угарте | драма                                  |        |
| А П Р Е Л Ь | 7        | Логин                                            | | Акош Барноцкий                                                                     | Йожеф Талош, Нора Парти | триллер                                |        |
| А П Р Е Л Ь | 14       | Высотка                                          | Film4 / British Film Institute / HanWay Films | Бен Уитли                                                                          | Том Хиддлстон, Джереми Айронс, Сиенна Миллер | фантастика, драма                      |        |
| А П Р Е Л Ь | 14       | Белоснежка и охотник 2                           | Universal Pictures / Roth Films | Седрик Николя-Троян                                                                | Крис Хемсворт, Шарлиз Терон, Эмили Блант, Джессика Честейн | фэнтези, боевик, приключения           |        |
| А П Р Е Л Ь | 14       | Преступник                                       | BenderSpink / Campbell-Grobman Films / Millennium Films                                                                                          | Ариэль Вромен                                                                      | Кевин Костнер, Гэри Олдмен, Томми Ли Джонс, Райан Рейнольдс | триллер, боевик                        |        |
| А П Р Е Л Ь | 14       | Сын Саула                                        | Magyar Nemzeti Filmalap / Laokoon Film Arts / Laokoon Filmgroup                                                                                  | Ласло Немеш                                                                        | Геза Рёриг, Левенте Мольнар, Урс Рехн | драма                                  | [ 4 ]  |
| А П Р Е Л Ь | 14       | Робинзон Крузо: Очень обитаемый остров           | StudioCanal / nWave Pictures / uFilm | Винсент Кестелут, Бен Стассен                                                      | Маттиас Швайгхёфер, Илька Бессин, Дитер Халлерфорден | мультфильм, комедия, приключения       |        |
| А П Р Е Л Ь | 14       | Ключ от преисподней                              | Film Colony / Mo Film | Кан Эвренол                                                                        | Гокем Касал, Эгун Куючу | ужасы                                  |        |
| А П Р Е Л Ь | 14       | Русские евреи. Фильм первый. До революции.       | | Сергей Нурмамед, Дмитрий Курчатов                                                  | Леонид Парфёнов | документальный                         |        |
| А П Р Е Л Ь | 21       | Экипаж                                           | Тритэ / Россия 1 / Централ Партнершип | Николай Лебедев                                                                    | Данила Козловский, Владимир Машков, Агне Грудите, Екатерина Шпица | драма, приключения, триллер            |        |
| А П Р Е Л Ь | 21       | Выбор                                            | Nicholas Sparks Productions / Safran Company | Росс Кац                                                                           | Бенджамин Уокер, Тереза Палмер | мелодрама                              |        |
| А П Р Е Л Ь | 21       | Элвис и Никсон                                   | Amazon Studios | Лиза Джонсон                                                                       | Кевин Спейси, Майкл Шеннон | комедия                                |        |
| А П Р Е Л Ь | 21       | Коммуна                                          | Danmarks Radio (DR) / Det Danske Filminstitut / Film i Väst                                                                                      | Томас Винтерберг                                                                   | Ульрих Томсен, Фарес Фарес, Трине Дюрхольм | драма                                  |        |
| А П Р Е Л Ь | 21       | Параллельные прямые пересекаются в бесконечности | | Лика Алексеева                                                                     | Егор Корешков, Анна Цуканова | драма, триллер                         |        |
| А П Р Е Л Ь | 21       | Хани мани                                        | | Арсен Агаджанян, Сурен Шахвердян, Артём Багдасарян                                 | Айк Саргсян, Йонас Версецкас | комедия                                |        |
| А П Р Е Л Ь | 21       | Танцуя с Марией                                  | | Иван Джерголет                                                                     | | документальный, музыка                 |        |
| А П Р Е Л Ь | 28       | Несносные леди                                   | Beatnik Films / Capacity Pictures / Gulfstream Pictures                                                                                          | Гэрри Маршалл                                                                      | Дженнифер Энистон, Джулия Робертс, Кейт Хадсон | драма, комедия                         |        |
| А П Р Е Л Ь | 28       | Сомния                                           | Demarest Films / Intrepid Pictures / MICA Entertainment                                                                                          | Майк Флэнеган                                                                      | Кейт Босуорт, Томас Джейн, Джейкоб Трамбле | ужасы, триллер                         |        |
| А П Р Е Л Ь | 28       | Волки и овцы: бе-е-е-зумное превращение          | Кинокомпания «СТВ» / Wizart Animation / «Наше кино»                                                                                              | Максим Волков, Андрей Галат                                                        | Александр Петров, Елизавета Боярская, Сергей Безруков | комедия, приключения                   |        |
| А П Р Е Л Ь | 28       | Всё исправить                                    | | Антон Калинкин                                                                     | Николай Басков, Никита Киоссе, Владислав Рамм, Артём Пиндюра, Анатолий Цой, Дарья Мороз | комедия                                |        |
| А П Р Е Л Ь | 28       | Ловушка для привидения                           | Warner Bros. | Тоби Бауманн                                                                       | Анке Энгельке, Майло Паркер, Каролина Херфурт | фэнтези                                |        |
| А П Р Е Л Ь | 28       | Взорвать Гитлера                                 | Albolina Film / ARD Degeto Film GmbH / ARTE LLC                                                                                                  | Оливер Хиршбигель                                                                  | Кристиан Фридель, Катарина Шюттлер, Бургхарт Клаусснер | драма, история, военный                |        |
| А П Р Е Л Ь | 28       | Антон Чехов                                      | Centre National de la Cinématographie (CNC) | Рене Фере                                                                          | Николас Жиро, Лолита Шамма, Жак Боннаффе | биография, драма                       |        |
| А П Р Е Л Ь | 28       | Путешествие из Парижа                            | 2.4.7. Films / B Media 2013 / Backup Media / BE TV / Mars Films / VOO                                                                            | Артур Делер, Квентин Рейно                                                         | Изабель Карре, Стефан Де Гродт, Алекс Лутс | комедия                                |        |
| А П Р Е Л Ь | 28       | Короче                                           | | Роман Артемьев, Гала Суханова, Антон Маслов                                        | Валентина Мазунина, Яна Троянова, Евгений Стычкин |                                        |        |
| М А Й       | 5        | Первый мститель: Противостояние                  | Marvel Studios | Энтони Руссо, Джо Руссо                                                            | Крис Эванс, Роберт Дауни мл. Скарлетт Йоханссон, Себастиан Стэн, Энтони Маки, Дон Чидл, Джереми Реннер, Чедвик Боузман, Пол Беттани, Элизабет Олсен, Пол Радд, Том Холланд, Эмили Ванкэмп, Уильям Хёрт, Даниэль Брюль | боевик, кинокомикс                     | [ 5 ]  |
| М А Й       | 5        | Все, что у меня есть                             | Double Feature Films / Endgame Entertainment | Питер Соллетт                                                                      | Джулианна Мур, Эллен Пейдж | драма                                  |        |
| М А Й       | 5        | Двое во вселенной                                | Business Location Sudtirol Alto Adige / Film Commission Torino-Piemonte                                                                          | Джузеппе Торнаторе                                                                 | Джереми Айронс, Ольга Куриленко | драма                                  |        |
| М А Й       | 5        | Топ-модель                                       | Film i Väst / Zentropa Entertainments | Мадс Маттисен                                                                      | Мария Палм, Эд Скрейн | драма                                  |        |
| М А Й       | 5        | Рэтчет и Кланк: Галактические рейнджеры          | Aperture Media Partners / Blockade Entertainment / CNHK Media                                                                                    | Кевин Манро, Джерика Клилэнд                                                       | Джеймс Арнольд Тейлор, Дэвид Кэй, Джим Уорд | фантастика, комедия, семейный          |        |
| М А Й       | 5        | 72 часа                                          | Киностудия Соль | Кира Ангелина                                                                      | Ирина Розанова, Алексей Шевченков, Лиза Арзамасова | драма, военный                         |        |
| М А Й       | 5        | Не в моём вкусе                                  | Agat Films & Cie / Artémis Productions / Canal+ [fr]                                                                                             | Люка Бельво                                                                        | Эмили Декьенн, Лоик Корбери | драма                                  |        |
| М А Й       | 5        | Зимняя песня                                     | Pastorale Productions / Studio 99 | Отар Иоселиани                                                                     | Рюфюс, Амиран Амиранашвили, Пьер Этекс, Матьё Амальрик | драма, комедия                         |        |
| М А Й       | 5        | Западня                                          | Shant Production | Роман Мушегян                                                                      | Арутюн Мовсисян, Артур Дарбинян, Сос Джанибекян | боевик, драма, криминал                |        |
| М А Й       | 12       | Angry Birds в кино                               | Columbia Pictures / Rovio | Клэй Кэйтис, Фергал Рейли                                                          | Джейсон Судейкис, Джош Гэд | приключения, экшен                     | [ 7 ]  |
| М А Й       | 12       | Такой же предатель, как и мы                     | Lionsgate / StudioCanal | Сюзанна Уайт                                                                       | Юэн Макгрегор, Наоми Харрис, Стеллан Скарсгард | триллер                                |        |
| М А Й       | 12       | Голограмма для короля                            | 22h22 / FГЎbrica de Cine / Kasbah-Film Tanger | Том Тыквер                                                                         | Том Хэнкс, Александр Блэк | комедия, драма                         |        |
| М А Й       | 12       | Шоколад                                          | ACSE / Buenavista Films | Рошди Зем                                                                          | Омар Си, Джеймс Тьерри | драма                                  |        |
| М А Й       | 12       | Любовь не по размеру                             | Canal+ [fr] / Ciné / Creative Andina | Лоран Тирар                                                                        | Жан Дюжарден, Виржини Эфира | комедия                                |        |
| М А Й       | 12       | Чёрные праздники                                 | ArtCastle Productions / Lodger Films / Revek Entertainment / XYZ Films                                                                           | Энтони Скотт Бёрнс, Кевин Колш, Николас МакКарти, Адам Иджипт Мортимер, Кевин Смит | Харли Куинн Смит, Кевин Смит, Лоренца Иззо, Сет Грин | ужасы, комедия                         |        |
| М А Й       | 12       | Код Каина                                        | Solomon Film Production | Уильям Де Виталь, Денис Соболев                                                    | Эрик Робертс, Салли Кёркленд, Алексей Серебряков | боевик, триллер, драма                 |        |
| М А Й       | 19       | Люди Икс: Апокалипсис                            | 20th Century Fox | Брайан Сингер                                                                      | Джеймс Макэвой, Майкл Фассбендер, Дженнифер Лоуренс | экшен, кинокомикс                      | [ 8 ]  |
| М А Й       | 19       | Неслабый пол                                     | Magna Entertainment / Verdi Productions | Дженнифер Финниган, Джонатан Силвермен                                             | Мина Сувари, Джофф Стульц | комедия                                |        |
| М А Й       | 19       | Златан. Начало                                   | Auto Images / Indyca / WG Film | Фредрик Герттен, Магнус Герттен                                                    | Златан Ибрагимович, Лео Бенхаккер, Фабио Капелло | документальный                         |        |
| М А Й       | 19       | Закон рынка                                      | Arte France / Canal+ [fr] / Ciné | Стефан Бризе                                                                       | Венсан Линдон, Карин де Мирбек | драма                                  |        |
| М А Й       | 19       | Маргарита                                        | Canal+ [fr] / Ciné / CN5 Productions / Scope Pictures / France Télévisions                                                                       | Ксавье Джанноли                                                                    | Катрин Фро, Андре Маркон, Мишель Фо | драма                                  |        |
| М А Й       | 19       | Машина времени Сэма Клемке                       | Closer Productions | Мэттью Бэйт                                                                        | Сэм Клемке | документальный                         |        |
| М А Й       | 26       | Варкрафт                                         | Blizzard Entertainment / Legendary Pictures / Universal Pictures / Atlas Entertainment                                                           | Дункан Джонс                                                                       | Трэвис Фиммел, Пола Паттон, Бен Фостер, Доминик Купер, Тоби Кеббелл, Роберт Казински, Клэнси Браун | фэнтези, боевик, приключения           |        |
| М А Й       | 26       | Алиса в Зазеркалье                               | Walt Disney Pictures | Джеймс Бобин                                                                       | Миа Васиковска, Джонни Депп, Хелена Бонэм Картер, Энн Хэтэуэй, Саша Барон Коэн | фэнтези                                | [ 9 ]  |
| М А Й       | 26       | Убойная стрижка                                  | Sigma Films / Trinity Works Entertainment | Роберт Карлайл                                                                     | Роберт Карлайл, Эмма Томпсон | комедия, криминал                      |        |
| М А Й       | 26       | Тем летом                                        | Barcelona Entertainment / Seven Hills Productions                                                                                                | Гуендалина Зампаньи                                                                | Мишель Чезари, Памела Виллорези | комедия, драма                         |        |
| М А Й       | 26       | Сент-Амур: Удовольствия любви                    | Canal+ [fr] / Ciné / DD Productions | Бенуа Делепин, Гюстав Керверн                                                      | Жерар Депардьё, Бенуа Пульворд, Венсан Лакост | комедия                                |        |
| И Ю Н Ь     | 2        | Черепашки-ниндзя 2                               | Paramount Pictures/Nickelodeon Movies | Дэйв Грин                                                                          | Меган Фокс, Ноэль Фишер, Джонни Ноксвилл, Брайан Ти | экшен, комедия                         | [ 10 ] |
| И Ю Н Ь     | 2        | Финансовый монстр                                | TriStar Pictures / LStar Capital / Smokehouse Pictures                                                                                           | Джоди Фостер                                                                       | Джордж Клуни, Джулия Робертс, Джек О’Коннелл | триллер, драма                         |        |
| И Ю Н Ь     | 2        | Проклятие Спящей красавицы                       | 2B Films / Briar Rose Productions | Тео Пирри                                                                          | Итан Пек, Индиа Айсли | фэнтези, триллер                       |        |
| И Ю Н Ь     | 2        | Сезон охоты: Байки из леса                       | Sony Pictures Animation | Дэвид Фейсс                                                                        | Донни Джеймс Лукас, Уилльям Тоунсенд | комедия, приключения, семейный         |        |
| И Ю Н Ь     | 2        | Без ума от Tiffany                               | Groovestrings / Quixotic Endeavors | Мэттью Миле                                                                        | Джессика Бил, Кэти Курик | документальный                         |        |
| И Ю Н Ь     | 2        | Приходит дракон                                  | | Мани Хагиги                                                                        | Амир Джадиди, Эхсан Гударзи | ужасы, детектив                        |        |
| И Ю Н Ь     | 9        | Иллюзия обмана 2                                 | Summit Entertainment / Lionsgate | Джон М. Чу                                                                         | Джесси Айзенберг, Марк Руффало, Вуди Харрельсон, Дэниэл Рэдклифф, Лиззи Каплан, Дэвид Франко | боевик, триллер                        |        |
| И Ю Н Ь     | 9        | Большой всплеск                                  | Cota Film / Frenesy Film Company / Regione Siciliana                                                                                             | Лука Гуаданьино                                                                    | Тильда Суинтон, Рэйф Файнс, Маттиас Схунартс | триллер                                |        |
| И Ю Н Ь     | 9        | Чистое искусство                                 | | Ренат Давлетьяров                                                                  | Анна Чиповская, Пётр Фёдоров | триллер                                |        |
| И Ю Н Ь     | 9        | Собачье сердце                                   | Canal Street Communications | Лори Андерсон                                                                      | Арчи, Джейсон Берг | документальный                         |        |
| И Ю Н Ь     | 16       | В поисках Дори                                   | Walt Disney Pictures / Pixar Animation Studios                                                                                                   | Эндрю Стэнтон                                                                      | Эллен Дедженерес, Альберт Брукс, Эд О’Нил, Хайден Роуленс, Дайан Китон, Юджин Леви | приключения, комедия, семейный         | [ 11 ] |
| И Ю Н Ь     | 16       | Заклятие 2                                       | New Line Cinema / Warner Bros. | Джеймс Ван                                                                         | Вера Фармига, Патрик Уилсон, Фрэнсис О’Коннор | ужасы, триллер                         |        |
| И Ю Н Ь     | 16       | Славные парни                                    | Warner Bros. / Silver Pictures | Шейн Блэк                                                                          | Райан Гослинг, Рассел Кроу | криминал, комедия                      |        |
| И Ю Н Ь     | 16       | Одноклассницы                                    | Кинофирма | Дмитрий Суворов                                                                    | Светлана Ходченкова, Екатерина Вилкова, Валентина Мазунина | комедия                                |        |
| И Ю Н Ь     | 16       | Человек из будущего                              | Кинокомпания CTB | Роман Артемьев                                                                     | Александр Числов, Сэсэг Хапсасова, Мария Скорницкая | комедия                                |        |
| И Ю Н Ь     | 16       | Кольца мира                                      | | Сергей Мирошниченко                                                                | Виктор Ан, Колин Маттель, Йоррит Бергсма, Евгений Плющенко | документальный                         |        |
| И Ю Н Ь     | 23       | День независимости: Возрождение                  | 20th Century Fox / Centropolis Entertainment | Роланд Эммерих                                                                     | Лиам Хемсворт, Джефф Голдблюм, Билл Пуллман | экшен, приключения, научная фантастика | [ 12 ] |
| И Ю Н Ь     | 23       | Соседи. На тропе войны 2                         | Universal Studios | Николас Столлер                                                                    | Сет Роген, Зак Эфрон, Роуз Бирн, Хлоя Грейс Морец | комедия                                | [ 13 ] |
| И Ю Н Ь     | 23       | Завтрак у папы                                   | All Media Company | Мария Кравченко                                                                    | Юрий Колокольников, Катерина Шпица, Луиза-Габриэла Бровина | комедия                                |        |
| И Ю Н Ь     | 30       | Тарзан. Легенда                                  | Warner Bros. | Дэвид Йейтс                                                                        | Александр Скарсгард, Марго Робби, Кристоф Вальц, Сэмюэл Л. Джексон | приключения, боевик                    | [ 14 ] |
| И Ю Н Ь     | 30       | Большой и добрый великан                         | Walt Disney Studios Motion Pictures, Walt Disney Pictures, DreamWorks Pictures, Amblin Entertainment, Walden Media, The Kennedy/Marshall Company | Стивен Спилберг                                                                    | Марк Райлэнс | фэнтези                                | [ 15 ] |
| И Ю Н Ь     | 30       | Человек – швейцарский нож                        | Tadmor | Дэниел Шайнерт, Дэниел Кван                                                        | Пол Дано, Дэниел Рэдклифф | драма, комедия                         |        |
| И Ю Н Ь     | 30       | Разрушение                                       | Black Label Media / Right of Way Films | Жан-Марк Валле                                                                     | Джейк Джилленхол, Наоми Уоттс | драма                                  |        |
| И Ю Н Ь     | 30       | Вторая жизнь Уве                                 | Film i Väst / Nordisk Film / Nordsvensk Filmunderhallning                                                                                        | Ханнес Холм                                                                        | Рольф Лассгорд, Бахар Парс | драма, комедия                         |        |
| И Ю Н Ь     | 30       | Приключения красного самолётика                  | OKNA Produções | Хосе Майа, Фредерико Пинто                                                         | Педро Ян, Милтон Гонсалвес | комедия, приключения, семейный         |        |

### Июль — сентябрь
| Премьера        | Премьера | Название                                    | Студия                                                             | Режиссёр                          | В ролях | Жанр                           | Прим.  |
| --------------- | -------- | ------------------------------------------- | ------------------------------------------------------------------ | --------------------------------- | --- | ------------------------------ | ------ |
| И Ю Л Ь         | 7        | До встречи с тобой                          | Metro-Goldwyn-Mayer                                                | Теа Шэррок                        | Эмилия Кларк, Сэм Клафлин                                                                                     | мелодрама                      |        |
| И Ю Л Ь         | 7        | Полтора шпиона                              | Universal Pictures / New Line Cinema                               | Роусон Маршалл Тербер             | Дуэйн Джонсон, Кевин Харт, Аарон Пол                                                                          | комедия                        |        |
| И Ю Л Ь         | 7        | Свадебный угар                              | Chernin Entertainment / TSG Entertainment                          | Джейк Зиманский                   | Зак Эфрон, Анна Кендрик, Обри Плаза                                                                           | комедия                        |        |
| И Ю Л Ь         | 7        | Гений                                       | Desert Wolf Productions / Michael Grandage Company                 | Майкл Грандадж                    | Джуд Лоу, Колин Фёрт, Николь Кидман, Ванесса Кирби                                                            | драма, биография               |        |
| И Ю Л Ь         | 7        | Отмель                                      | Columbia Pictures                                                  | Жауме Кольет-Серра                | Блейк Лайвли, Оскар Хаэнада                                                                                   | ужасы, триллер, драма.         |        |
| И Ю Л Ь         | 7        | Идём со мной                                | Enderby Entertainment                                              | Даниэль Альфредсон                | Джулия Стайлз, Энтони Хопкинс, Александр Людвиг                                                               | триллер                        |        |
| И Ю Л Ь         | 7        | Мобильник                                   | The Genre Co. / Benaroya Pictures / Cargo Entertainment            | Тод Уильямс                       | Джон Кьюсак, Сэмюэл Л. Джексон                                                                                | ужасы, триллер                 |        |
| И Ю Л Ь         | 7        | В тихом омуте                               | 3B Productions / Arte France / Canal+ [fr]                         | Брюно Дюмон                       | Фабрис Лукини, Жюльет Бинош, Валерия Бруни-Тедески                                                            | комедия                        |        |
| И Ю Л Ь         | 7        | Роковое влечение                            | Canal+ [fr] / France Télévisions / LGM Productions                 | Пьер Годо                         | Адель Экзаркопулос, Гийом Гальен                                                                              | драма                          |        |
| И Ю Л Ь         | 14       | Ледниковый Период 5: Столкновение Неизбежно | Blue Sky Studios / 20th Century Fox                                | Майк Тёрмайер, Гален Т. Чу        | Рэй Романо, Джон Легуизамо, Денис Лири, Куин Латифа, Шон Уильям Скотт, Саймон Пегг, Дженнифер Лопес, Джош Пек | комедия, приключения, семейный |        |
| И Ю Л Ь         | 14       | Равные                                      | Freedom Media / Infinite Frameworks Studios                        | Дрейк Доримус                     | Николас Холт, Кристен Стюарт                                                                                  | фантастика, драма              |        |
| И Ю Л Ь         | 14       | Сила воли                                   | Forecast Pictures / Solofilms                                      | Стивен Хопкинс                    | Стэфан Джеймс, Джейсон Судейкис                                                                               | драма, биография               |        |
| И Ю Л Ь         | 14       | Проклятые. Противостояние                   | Kadokawa                                                           | Кодзи Сираиси                     | Мидзуки Ямамото, Тина Тамасиро                                                                                | ужасы                          |        |
| И Ю Л Ь         | 14       | Танцуй со мной                              | Мосфильм                                                           | Михаил Шевчук                     | Анастасия Новикова, Юрий Кригер, Нонна Гришаева                                                               | драма, комедия                 |        |
| И Ю Л Ь         | 14       | Новости с планеты Марс                      | Angoa-Agicoa / Canal+ [fr] / Centre National de la Cinématographie | Доминик Молль                     | Франсуа Дамьен, Венсан Макен, Верле Батенс                                                                    | комедия                        |        |
| И Ю Л Ь         | 14       | Дом для русалок                             | Korela Film                                                        | Ёлкин Туйчиев                     | Сейдулла Молдаханов, Шахзода Матчанова                                                                        | драма                          |        |
| И Ю Л Ь         | 14       | Огни в море                                 | arte France Cinéma / Cinecittà Luce                                | Джанфранко Рози                   | | документальный                 |        |
| И Ю Л Ь         | 21       | Стартрек: Бесконечность                     | Skydance Productions / Bad Robot Productions                       | Джастин Лин                       | Крис Пайн, Зои Салдана, Закари Куинто, Антон Ельчин, Саймон Пегг, Карл Урбан, Идрис Эльба                     | экшен, приключения, фантастика | [ 16 ] |
| И Ю Л Ь         | 21       | И гаснет свет...                            | New Line Cinema                                                    | Дэвид Ф. Сандберг                 | Тереза Палмер, Гэбриел Бейтман                                                                                | триллер                        |        |
| И Ю Л Ь         | 21       | Светская жизнь                              | Gravier Productions / Perdido Productions                          | Вуди Аллен                        | Джесси Айзенберг, Кристен Стюарт                                                                              | драма, комедия                 |        |
| И Ю Л Ь         | 21       | Случайно беременна                          | Canal+ [fr] / Ciné / TF1 Films Production                          | Марилу Берри                      | Марилу Берри, Мехди Неббу                                                                                     | комедия                        |        |
| И Ю Л Ь         | 21       | Луна над Турином                            | Banca Sella / Fargo Film                                           | Давиде Феррарио                   | Уолтер Леонарди, Мануэла Пароди                                                                               | комедия                        |        |
| И Ю Л Ь         | 28       | Охотники за привидениями                    | Columbia Pictures                                                  | Пол Фиг                           | Кристен Уиг, Мелисса Маккарти, Кейт Маккиннон, Лесли Джонс, Крис Хемсворт                                     | фантастика, семейный           | [ 17 ] |
| И Ю Л Ь         | 28       | Судная ночь 3                               | Universal Pictures                                                 | Джеймс Демонако                   | Фрэнк Грилло, Элизабет Митчелл                                                                                | триллер                        |        |
| А В Г У С Т     | 4        | Отряд самоубийц                             | Warner Bros. / DC Entertainment                                    | Дэвид Эйер                        | Уилл Смит, Джаред Лето, Марго Робби                                                                           | экшен                          | [ 18 ] |
| А В Г У С Т     | 11       | Диггеры                                     | Централ партнершип                                                 | Тихон Корнеев                     | Роман Евдокимов, Анна Васильева, Алёна Савастова                                                              | Ужасы                          |        |
| А В Г У С Т     | 11       | Пит и его дракон                            | Walt Disney Pictures                                               | Дэвид Лоури                       | Брайс Даллас Ховард, Карл Урбан                                                                               | мультфильм                     |        |
| А В Г У С Т     | 11       | Афера под прикрытием                        | Good Films                                                         | Брэд Фурман                       | Брайан Крэнстон, Диана Крюгер, Бенджамин Брэтт                                                                | криминальная драма             |        |
| А В Г У С Т     | 18       | Тайная жизнь домашних животных              | Illumination                                                       | Крис Рено, Ярроу Чейни            | Луи Си Кей, Эрик Стоунстрит, Элли Кемпер                                                                      | комедия                        |        |
| А В Г У С Т     | 18       | Парни со стволами                           | Warner Bros.                                                       | Тодд Филлипс                      | Майлз Теллер, Брэдли Купер, Ана де Армас                                                                      | военные, драма, комедия        |        |
| А В Г У С Т     | 18       | Любовь и дружба                             | Amazon Studios                                                     | Уит Стиллман                      | Кейт Бекинсэйл, Хлоя Севиньи, Ксавьер Сэмюел                                                                  | историческая комедия           |        |
| А В Г У С Т     | 18       | Любой ценой                                 |                                                                    |                                   | |                                |        |
| А В Г У С Т     | 25       | Механик: Воскрешение                        | Top Film Distribution                                              | Деннис Ганзель                    | Джейсон Стэйтем, Джессика Альба, Томми Ли Джонс                                                               | боевик, триллер                |        |
| С Е Н Т Я Б Р Ь | 1        | Всё о мужчинах                              | Каропрокат                                                         | Михаил Жерневский Леонид Марголин | Дмитрий Нагиев, Анна Хилькевич, Игорь Верник                                                                  | комедия                        |        |
| С Е Н Т Я Б Р Ь | 1        | Джейсон Борн                                | Universal Pictures                                                 | Джастин Лин                       | Мэтт Деймон, Джулия Стайлз                                                                                    | экшен, триллер                 | [ 19 ] |
| С Е Н Т Я Б Р Ь | 1        | Очень плохие мамочки                        | STX Entertainment                                                  | Джон Лукас                        | Мила Кунис, Кристина Эпплгейт, Кристен Белл                                                                   | комедия                        |        |
| С Е Н Т Я Б Р Ь | 1        | Девятая жизнь Луи Дракса                    | Miramax                                                            | Александр Ажа                     | Джейми Дорнан, Сара Гадон, Аарон Пол, Оливер Платт                                                            | триллер, драма                 |        |
| С Е Н Т Я Б Р Ь | 8        | Бен-Гур                                     | Paramount Pictures                                                 | Тимур Бекмамбетов                 | Джек Хьюстон, Морган Фримен, Тоби Кеббелл                                                                     | пеплум                         |        |
| С Е Н Т Я Б Р Ь | 8        | Свет в океане                               | Touchstone Pictures                                                | Дерек Сиенфрэнс                   | Алисия Викандер, Майкл Фассбендер, Рэйчел Вайс                                                                | драма                          |        |
| С Е Н Т Я Б Р Ь | 8        | Полный расколбас                            | Columbia Pictures                                                  | Грег Тирнан                       | Сет Роген, Кристен Уиг, Джона Хилл                                                                            | мультфильм, комедия            |        |
| С Е Н Т Я Б Р Ь | 8        | Чудо на Гудзоне                             | Warner Bros. Pictures                                              | Клинт Иствуд                      | Том Хэнкс, Аарон Экхарт                                                                                       | драма                          |        |
| С Е Н Т Я Б Р Ь | 15       | Жених                                       | Каропрокат                                                         | Александр Незлобин                | Сергей Светлаков, Светлана Смирнова-Марцинкевич                                                               | комедия                        |        |
| С Е Н Т Я Б Р Ь | 15       | Бриджит Джонс 3                             | Miramax                                                            | Шэрон Магуайр                     | Рене Зеллвегер, Колин Фёрт, Патрик Демпси                                                                     | комедия                        |        |
| С Е Н Т Я Б Р Ь | 15       | Нерв                                        | Lionsgate                                                          | Генри Джуст                       | Эмма Робертс, Дэйв Франко, Джульетт Льюис                                                                     | триллер                        |        |
| С Е Н Т Я Б Р Ь | 22       | Великолепная семёрка                        | Columbia Pictures                                                  | Антуан Фукуа                      | Дензел Вашингтон, Крис Прэтт, Итан Хоук                                                                       | вестерн, боевик                |        |
| С Е Н Т Я Б Р Ь | 22       | Крейсер                                     | Saban Films                                                        | Марио ван Пиблз                   | Николас Кейдж, Том Сайзмор, Томас Джейн, Мэтт Лантер                                                          | военный                        |        |
| С Е Н Т Я Б Р Ь | 29       | Глубоководный горизонт                      | Lionsgate / Summit Entertainment                                   | Питер Берг                        | Марк Уолберг, Курт Рассел, Джон Малкович, Дилан О’Брайен                                                      | боевик, триллер, драма         |        |
| С Е Н Т Я Б Р Ь | 29       | Зачинщики                                   | Relativity Media                                                   | Джаред и Джеруша Хесс             | Зак Галифианакис, Оуэн Уилсон, Кристен Уиг, Джейсон Судейкис                                                  | комедия                        |        |
| С Е Н Т Я Б Р Ь | 29       | Ужасающий                                   | Epic Pictures Groupld                                              | Дэмиен Леоне                      | Дженна Канелл, Саманта Скаффиди, Кэтрин Коркоран, Дэвид Ховард Торнтон, Пуя Мохсени                           | слэшер, сплэттер               |        |

### Октябрь — декабрь
| Премьера      | Премьера | Название                                           | Студия                                               | Режиссёр                                    | В ролях | Жанр                                | Прим.  |
| ------------- | -------- | -------------------------------------------------- | ---------------------------------------------------- | ------------------------------------------- | --- | ----------------------------------- | ------ |
| О К Т Я Б Р Ь | 6        | Дом странных детей мисс Перегрин                   | 20th Century Fox                                     | Тим Бёртон                                  | Ева Грин, Сэмюэл Л. Джексон, Эйса Баттерфилд                                                                                                 | фэнтези                             |        |
| О К Т Я Б Р Ь | 6        | Коллектор                                          | Паприка Продакшн                                     | Алексей Красовский                          | Константин Хабенский, Евгений Стычкин | драма                               |        |
| О К Т Я Б Р Ь | 6        | Держи удар, детка                                  | Каропрокат                                           | Ара Оганесян                                | Михаил Пореченков, Константин Крюков, Настасья Самбурская                                                                                    | комедия, мелодрама                  |        |
| О К Т Я Б Р Ь | 6        | Ведьма из Блэр: Новая глава                        | Вольга                                               | Адам Вингард                                | Джеймс Аллен МакКьюн, Калли Эрнандес | ужасы                               |        |
| О К Т Я Б Р Ь | 6        | Импульс                                            | 25th Floor Film                                      | Аарон Кауфман                               | Пирс Броснан, Джастин Чатвин, Эшли Грин | триллер                             |        |
| О К Т Я Б Р Ь | 6        | Имущество с хвостом                                | Парадиз                                              | Хак Ботко                                   | Алисия Сильверстоун, Райан Квантен | комедия                             |        |
| О К Т Я Б Р Ь | 6        | Наши любовники                                     | Russian World Vision                                 | Мигель Анхель Ламата                        | Эдуардо Норьега, Мишель Дженнер, Феле Мартинес                                                                                               | мелодрама                           |        |
| О К Т Я Б Р Ь | 6        | Принцесса-лягушка                                  | Ракета Релизинг                                      | Нельсон Шин, Мелани Симка                   | Белла Торн, Грегг Салкин, Даллас Ловато, Лил Ромео                                                                                           | мультфильмы                         |        |
| О К Т Я Б Р Ь | 6        | Снег                                               | ПилотКино                                            | Стефано Инчерти                             | Роберто Де Франческо, Эстер Элиша, | триллер                             |        |
| О К Т Я Б Р Ь | 13       | Инферно                                            | Sony Pictures                                        | Рон Ховард                                  | Том Хэнкс, Фелисити Джонс | триллер                             |        |
| О К Т Я Б Р Ь | 13       | Новая эра Z                                        | Warner Bros.                                         | Колм Маккарти                               | Джемма Артертон, Гленн Клоуз | хоррор                              |        |
| О К Т Я Б Р Ь | 13       | Ученик                                             | Вольга                                               | Кирилл Серебренников                        | Виктория Исакова, Пётр Скворцов, Юлия Ауг | драма                               |        |
| О К Т Я Б Р Ь | 13       | Суперплохие                                        | Парадиз                                              | Дмитрий Суворов                             | Данила Якушев, Анна Чиповская, Александр Ревва                                                                                               | комедия                             |        |
| О К Т Я Б Р Ь | 13       | Франц                                              |                                                      | Франсуа Озон                                | Пьер Нинэ, Паула Бир, Эрнст Штёцнер | драма                               |        |
| О К Т Я Б Р Ь | 13       | Москва, я терплю тебя                              | Люксор                                               | Сергей Аксёнов                              | Илья Ермолов, Николай Орловский | драма                               |        |
| О К Т Я Б Р Ь | 20       | Джек Ричер 2: Никогда не возвращайся               | Paramount Pictures                                   | Эдвард Цвик                                 | Том Круз, Коби Смолдерс | боевик                              |        |
| О К Т Я Б Р Ь | 20       | Ледокол                                            | ПРОФИТ                                               | Николай Хомерики                            | Пётр Фёдоров, Сергей Пускепалис, Анна Михалкова                                                                                              | драма                               | [ 20 ] |
| О К Т Я Б Р Ь | 20       | Кубо. Легенда о самурае                            | Focus Features                                       | Трэвис Найт                                 | Арт Паркинсон, Шарлиз Терон, Мэттью Макконахи                                                                                                | мультфильм                          |        |
| О К Т Я Б Р Ь | 20       | Это всего лишь конец света                         | A-One Films                                          | Ксавье Долан                                | Натали Бай, Венсан Кассель, Гаспар Ульель, Леа Сейду, Марион Котийяр                                                                         | драма                               |        |
| О К Т Я Б Р Ь | 20       | В постели с Викторией                              | Capella Films                                        | Жюстин Трие                                 | Виржини Эфира, Венсан Лакост, Мельвиль Пупо                                                                                                  | мелодрама                           |        |
| О К Т Я Б Р Ь | 20       | С вещами на вылет!                                 | Вольга                                               | Филипп де Шоврон                            | Ари Абиттан, Меди Садун, Сириль Леконт | комедия                             |        |
| О К Т Я Б Р Ь | 27       | Расплата                                           | Warner Bros.                                         | Гэвин О’Коннор                              | Бен Аффлек, Анна Кендрик, Джей Кей Симмонс                                                                                                   | боевик                              |        |
| О К Т Я Б Р Ь | 27       | Тролли                                             | 20th Century Fox / DreamWorks Animation              | Майк Митчелл                                | Анна Кендрик, Джастин Тимберлейк | семейный, комедия                   | [ 21 ] |
| О К Т Я Б Р Ь | 31       | Доктор Стрэндж                                     | Marvel Studios                                       | Скотт Дерриксон                             | Бенедикт Камбербэтч, Чиветел Эджиофор, Тильда Суинтон, Мадс Миккельсен, Бенедикт Вонг, Рэйчел Макадамс, Майкл Стулбарг                       | фэнтези, боевик, кинокомикс         |        |
| Н О Я Б Р Ь   | 3        | Девушка в поезде                                   | Universal Pictures                                   | Тейт Тейлор                                 | Эмили Блант, Ребекка Фергюсон, Хейли Беннетт                                                                                                 | триллер                             |        |
| Н О Я Б Р Ь   | 3        | Уиджи. Проклятие доски дьявола                     | Universal Pictures                                   | Майк Флэнеган                               | Элизабет Ризер | ужасы                               |        |
| Н О Я Б Р Ь   | 3        | Молот                                              | Централ Партнершип                                   | Нурбек Эген                                 | Алексей Чадов, Антон Шагин, Оксана Акиньшина                                                                                                 | драма, спорт                        |        |
| Н О Я Б Р Ь   | 3        | Война против всех                                  | Артхаус                                              | Джон Майкл МакДона                          | Александр Скарсгард, Майкл Пенья | комедия                             |        |
| Н О Я Б Р Ь   | 3        | Танцовщица                                         | Russian World Vision                                 | Стефани Ди Джусто                           | Стефани Соколински, Гаспар Ульель, Лили-Роуз Депп                                                                                            | драма, музыка                       |        |
| Н О Я Б Р Ь   | 3        | Куда бы ещё вторгнуться?                           | Парадиз                                              | Майкл Мур                                   | Майкл Мур | документальный                      |        |
| Н О Я Б Р Ь   | 3        | Альдабра. Путешествие к таинственному острову      | Люксор                                               | Стив Лихтаг                                 | Ольдржих Кайзер | документальный, семейный            |        |
| Н О Я Б Р Ь   | 3        | Мой убийца                                         | Кинологистика                                        | Костас Марсан                               | Вячеслав Лавернов, Галина Тихонова | детектив, триллер                   |        |
| Н О Я Б Р Ь   | 3        | Источник                                           | 25th Floor Film                                      | Надежда Витальская                          | Иван Янковский, Роза Хайруллина, Валентина Колева                                                                                            | драма                               |        |
| Н О Я Б Р Ь   | 3        | Непобедимый Мэнни Пакьяо                           | Русский Репортаж                                     | Пол Сориано                                 | Роберт Вильяр, Алессандра де Росси, | драма                               |        |
| Н О Я Б Р Ь   | 3        | Большой собачий побег                              | Вольга                                               | Альберто Родригез                           | Гильермо Ромеро, Дэни Ровира, Хосе Мота | мультфильм                          |        |
| Н О Я Б Р Ь   | 10       | Хороший мальчик                                    | «2D films» / Арт Пикчерс Студия                      | Оксана Карас                                | Семён Трескунов, Михаил Ефремов, Константин Хабенский                                                                                        | комедия                             |        |
| Н О Я Б Р Ь   | 10       | Шпионы по соседству                                | Fox 2000 Pictures                                    | Грег Моттола                                | Зак Галифианакис, Айла Фишер, Джон Хэмм, Галь Гадот                                                                                          | комедия                             |        |
| Н О Я Б Р Ь   | 10       | Уиджи. Проклятие доски дьявола\|Universal Pictures | Майк Флэнаган                                        | Анналиса Бассо, Элизабет Ризер, Лулу Уилсон | ужасы, триллер |                                     |        |
| Н О Я Б Р Ь   | 10       | Бременские разбойники                              | Централ партнершип                                   | Алексей Лукьянчиков                         | Дина Гарипова, Наталья Подольская, Максим Матвеев                                                                                            | мультфильм                          |        |
| Н О Я Б Р Ь   | 10       | Маменькин сынок                                    | Каскад                                               | Жюли Дельпи                                 | Дэни Бун, Жюли Дельпи, Венсан Лакост, Карин Вьяр                                                                                             | комедия                             |        |
| Н О Я Б Р Ь   | 10       | Взломать блогеров                                  | Bazelevs Distribution                                | Максим Свешников                            | Саша Спилберг, Ивангай, Марьяна Ро, Ян Го | комедия                             |        |
| Н О Я Б Р Ь   | 10       | Любовь без правил                                  | Каропрокат                                           | Дмитрий Астрахан                            | Виктор Васильев, Анна Горшкова | комедия                             |        |
| Н О Я Б Р Ь   | 10       | Супер Брис                                         | MEGOGO Distribution                                  | Джеймс Ют                                   | Жан Дюжарден, Кловис Корнийяк, Бруно Саломон                                                                                                 | комедия                             |        |
| Н О Я Б Р Ь   | 11       | Прибытие                                           | Paramount Pictures                                   | Дени Вильнёв                                | Эми Адамс, Джереми Реннер, Форест Уитакер | фантастика                          |        |
| Н О Я Б Р Ь   | 16       | Фантастические твари и где они обитают             | Warner Bros. / Heyday Films                          | Дэвид Йейтс                                 | Эдди Редмэйн, Кэтрин Уотерстон | фэнтези                             | [ 22 ] |
| Н О Я Б Р Ь   | 17       | По соображениям совести                            | Summit Entertainment / Lionsgate                     | Мел Гибсон                                  | Эндрю Гарфилд, Винс Вон, Сэм Уортингтон, Хьюго Уивинг                                                                                        | военная драма                       |        |
| Н О Я Б Р Ь   | 17       | Вирус                                              | MEGOGO Distribution                                  | Генри Джуст, Эриель Шульман                 | София Блэк-Д’Элиа, Анали Типтон, Трэвис Тоуп                                                                                                 | ужасы, фантастика                   |        |
| Н О Я Б Р Ь   | 17       | Моя большая греческая свадьба-2                    | Магнум Пикчерз                                       | Кирк Джонс                                  | Ниа Вардалос, Джон Корбетт, Майкл Константин                                                                                                 | комедия, мелодрама                  |        |
| Н О Я Б Р Ь   | 17       | Дама Пик                                           | 20th Century Fox                                     | Павел Лунгин                                | Ксения Раппопорт, Иван Янковский | триллер                             |        |
| Н О Я Б Р Ь   | 17       | Бегущая от реальности                              | Russian World Vision                                 | Джошуа Марстон                              | Рэйчел Вайс, Майкл Шеннон, Кэти Бейтс | драма, детектив                     |        |
| Н О Я Б Р Ь   | 17       | Неизвестная                                        | Русский Репортаж                                     | Жан-Пьер и Люк Дарденны                     | Адель Энель, Оливье Бонно, Жереми Ренье | драма                               |        |
| Н О Я Б Р Ь   | 17       | Страх темноты                                      | Парадиз                                              | Кристофер Фитчетт                           | Пенелопа Митчелл, Мейв Дермоди, Аарон Педерсен                                                                                               | триллер                             |        |
| Н О Я Б Р Ь   | 17       | Супергерои                                         | Наше кино                                            | Ли Гён-хо, Ли Вон-джэ                       | Тейлор Китч, Дженнет МакКарди, Джеймс Вудс                                                                                                   | мультфильм                          |        |
| Н О Я Б Р Ь   | 17       | Эволюция                                           | Cinema Prestige                                      | Люсиль Адзиалилович                         | Макс Бребант, Роксана Дюран | ужасы, детектив                     |        |
| Н О Я Б Р Ь   | 17       | Прикосновение ветра                                | Парадиз                                              | Елена Демидова, Ольга Веремеева             | Юлия Ауг, Эдуард Жагбаев | драма, комедия, детектив            |        |
| Н О Я Б Р Ь   | 24       | Другой мир: Войны крови                            | Lakeshore Entertainment                              | Анна Ферстер                                | Кейт Бекинсэйл, Тео Джеймс, Тобайас Мензис                                                                                                   | фантастика                          |        |
| Н О Я Б Р Ь   | 24       | 28 панфиловцев                                     | Universal Pictures                                   | Андрей Шальопа                              | Александр Устюгов, Алексей Морозов, Азамат Нигманов                                                                                          | военная драма                       |        |
| Д Е К А Б Р Ь | 1        | Моана                                              | Walt Disney Animation Studios                        | Рон Клементс и Джон Маскер                  | Аулии Кравальо, Дуэйн Джонсон | мультфильм                          | [ 23 ] |
| Д Е К А Б Р Ь | 1        | Союзники                                           | Paramount Pictures                                   | Роберт Земекис                              | Брэд Питт, Марион Котийяр | боевик                              |        |
| Д Е К А Б Р Ь | 1        | Землетрясение                                      | Марс Медиа                                           | Сарик Андреасян                             | Константин Лавроненко, Мария Миронова | драма                               |        |
| Д Е К А Б Р Ь | 1        | Одиссея                                            | Fidelite Films, Pan-Europeenne, TF1 Films Production | Жером Салль                                 | Ламбер Вильсон, Пьер Нине, Одри Тоту, Лоран Люка, Бенджамин Лаверн, Венсан Энен, Тибо де Монталембер, Рогер Ван Хол, Хлоя Хиршман, Адам Нилл | биографический фильм                |        |
| Д Е К А Б Р Ь | 1        | Американская пастораль                             | Магнум Пикчерз                                       | Юэн Макгрегор                               | Юэн Макгрегор, Дженнифер Коннелли, Дакота Фэннинг, Питер Ригерт, Руперт Эванс, Узо Адуба                                                     | драма, криминал                     |        |
| Д Е К А Б Р Ь | 1        | Анимированная жизнь                                | ЦДК                                                  | Роджер Росс Уильямс                         | Джонатан Фриман, Гилберт Готтфрид, Алат Розенблатт, Оуэн Саскинд                                                                             | мультфильм, документалистика, драма |        |
| Д Е К А Б Р Ь | 8        | Дом напротив                                       | Capella Film                                         | Маркус Данстэн                              | |                                     |        |
| Д Е К А Б Р Ь | 8        | Под покровом ночи                                  | Focus Features                                       | Том Форд                                    | Джейк Джилленхол, Эми Адамс, Айла Фишер | триллер                             |        |
| Д Е К А Б Р Ь | 15       | Изгой-один. Звёздные войны: Истории                | Walt Disney Pictures / Lucasfilm                     | Гарет Эдвардс                               | Фелисити Джонс, Диего Луна | научная фантастика                  | [ 24 ] |
| Д Е К А Б Р Ь | 15       | Призрачная красота                                 | Warner Bros.                                         | Дэвид Френкель                              | Уилл Смит, Эдвард Нортон, Кира Найтли | драма                               |        |
| Д Е К А Б Р Ь | 22       | Пассажиры                                          | Columbia Pictures                                    | Мортен Тильдум                              | Крис Прэтт, Дженнифер Лоуренс | фантастика                          |        |
| Д Е К А Б Р Ь | 22       | Ёлки 5                                             | Bazelevs Production                                  | Тимур Бекмамбетов                           | Иван Ургант, Сергей Светлаков | комедия                             |        |
| Д Е К А Б Р Ь | 24       | Дед Мороз. Битва Магов                             |                                                      | Александр Войтинский                        | Фёдор Бондарчук, Алексей Кравченко | фэнтези                             |        |
| Д Е К А Б Р Ь | 29       | Викинг                                             | Dago Productions                                     | Андрей Кравчук                              | Данила Козловский, Светлана Ходченкова | драма                               |        |

## Награды

### Премия «Золотой глобус»
73-я церемония вручения наград американской премии «Золотой глобус» состоялась 10 января 2016 года в отеле «Беверли-Хилтон», Лос-Анджелес, США. Ведущими церемонии выступило английский комик, актёр, режиссёр, продюсер и музыкант Рики Джервейс. Почётная награда имени Сесиля Б. Де Милля за жизненные достижения в области кинематографа была вручена актёру Дензелу Вашингтону.
- Лучший фильм (драма): «Выживший»
- Лучший фильм (комедия или мюзикл): «Марсианин»
- Лучший режиссёр: Алехандро Гонсалес Иньярриту — «Выживший»
- Лучшая мужская роль (драма): Леонардо Ди Каприо — «Выживший»
- Лучшая женская роль (драма): Бри Ларсон — «Комната»
- Лучшая мужская роль (комедия или мюзикл): Мэтт Деймон — «Марсианин»
- Лучшая женская роль (комедия или мюзикл): Дженнифер Лоуренс — «Джой»
- Лучшая мужская роль второго плана: Сильвестр Сталлоне — «Крид: Наследие Рокки»
- Лучшая женская роль второго плана: Кейт Уинслет — «Стив Джобс»
- Лучший сценарий: Аарон Соркин — «Стив Джобс»
- Лучший анимационный фильм: «Головоломка»
- Лучший фильм на иностранном языке:  «Сын Саула»

### Critics' Choice Movie Awards
21-я церемония вручения наград премии Critics' Choice Movie Awards Ассоциацией телекинокритиков США и Канады прошла 17 января 2016 года в Калифорнии. Ведущим церемонии был американский актёр и стендап-комик Ти Джей Миллер.
- Лучший фильм: «В центре внимания»
- Лучший режиссёр: Джордж Миллер — «Безумный Макс: Дорога ярости»
- Лучшая мужская роль: Леонардо Ди Каприо — «Выживший»
- Лучшая женская роль: Бри Ларсон — «Комната»
- Лучшая мужская роль второго плана: Сильвестр Сталлоне — «Крид: Наследие Рокки»
- Лучшая женская роль второго плана: Алисия Викандер — «Девушка из Дании»
- Лучший(-ая) молодой (-ая) актёр/актриса: Джейкоб Тремблэ — «Комната»
- Лучший актёрский состав: «В центре внимания»
- Лучший анимационный фильм: «Головоломка»
- Лучший фильм на иностранном языке:  «Сын Саула»

### Премия «Золотой орёл»
14-я церемония вручения наград премии «Золотой орёл» состоялась 29 января 2016 года в первом павильоне киноконцерна «Мосфильм».
- Лучший игровой фильм: «Про любовь»
- Лучший неигровой фильм: «Варлам Шаламов. Опыт юноши»
- Лучший анимационный фильм: «Три богатыря. Ход конём»
- Лучшая режиссёрская работа: Станислав Говорухин за работу над фильмом «Конец прекрасной эпохи»
- Лучший сценарий: Алексанр Миндадзе за сценарий к фильму «Милый Ханс, дорогой Пётр»
- Лучшая мужская роль: Фёдор Бондарчук за роль в фильме «Призрак»
- Лучшая женская роль: Юлия Пересильд за роль в фильме «Битва за Севастополь»
- Лучшая мужская роль второго плана: Дмитрий Астрахан за роль в фильме «Конец прекрасной эпохи»
- Лучшая женская роль второго плана: Мария Кожевникова за роль в фильме «Батальонъ»
- Лучший зарубежный фильм в российском прокате:  «Бёрдмэн»

### Кинофестиваль «Сандэнс»
Кинофестиваль «Сандэнс-2016» прошёл с 22 по 31 января в городе Парк-Сити, штат Юта, США, с показами в городах Солт-Лейк-Сити, Огден и на курорте Сандэнс штата Юта.
- Лучший американский художественный фильм: «Рождение нации»
- Лучший зарубежный художественный фильм: ,  «Песчаная буря»
- Лучший американский документальный фильм: «Винер»
- Лучший зарубежный документальный фильм: , ,«Сонита»

### Премия Гильдии киноактёров США
22-я церемония вручения премии Гильдии киноактёров США за заслуги в области кинематографа и телевидения за 2015 год состоялась 30 января 2016 года в Лос-Анджелесе.
- Лучшая мужская роль: Леонардо Ди Каприо — «Выживший»
- Лучшая женская роль: Бри Ларсон — «Комната»
- Лучшая мужская роль второго плана: Идрис Эльба — «Безродные звери»
- Лучшая женская роль второго плана: Алисия Викандер — «Девушка из Дании»
- Лучший актёрский состав: «В центре внимания» (Билли Крудап, Брайан Д’Арси Джеймс, Майкл Китон, Рэйчел Макадамс, Марк Руффало, Лев Шрайбер, Джон Слэттери, Стэнли Туччи)
- Лучший каскадёрский состав: «Безумный Макс: Дорога ярости»

### Премия гильдия режиссёров Америки
68-я церемония вручения премий Американской гильдии режиссёров за заслуги в области кинематографа и телевидения за 2015 год состоялась 6 февраля 2016 года в большом зале отеля Hyatt Regency Century Plaza в Лос-Анджелесе.
- Лучший фильм: «Выживший», реж. Алехандро Гонсалес Иньярриту
- Лучший дебютный фильм: «Из Машины», реж. Алекс Гарленд

### Берлинский кинофестиваль
66-й Берлинский международный кинофестиваль проходил с 11 по 21 февраля 2016 года в Берлине, Германия. В основной конкурс вошло 18 лент. Жюри основного конкурса возглавляла американская актриса Мэрил Стрип.
- Золотой медведь: «Море в огне», реж. Джанфранко Рози (, )
- Гран-при жюри (Серебряный медведь): «Смерть в Сараево», реж. Данис Танович (,)
- Серебряный медведь за лучшую режиссёрскую работу: Миа Хансен-Лёве, «Будущее» (, )
- Серебряный медведь за лучшую мужскую роль: Маджид Мастуро за «Хеди» (,,)
- Серебряный медведь за лучшую женскую роль: Тирне Дирхольм за «Коммуна» (,,)
- Серебряный медведь за лучший сценарий: Томаш Василевский за «Соединённые штаты любви» (,)

### Премия BAFTA
69-я церемония вручения наград британской премии «BAFTA» состоялась 14 февраля 2016 года в Королевском театре Ковент-Гарден в Лондоне, Великобритания.
- Лучший фильм: «Выживший»
- Лучший британский фильм: «Бруклин»
- Лучший фильм на иностранном языке: , «Дикие истории»
- Лучший режиссёр: Алехандро Гонсалес Иньярриту — «Выживший»
- Лучшая мужская роль: Леонардо Ди Каприо — «Выживший»
- Лучшая женская роль: Бри Ларсон — «Комната»
- Лучшая мужская роль второго плана: Марк Райлэнс — «Шпионский мост»
- Лучшая женская роль второго плана: Кейт Уинслет — «Стив Джобс»
- Лучший оригинальный сценарий: Томас Маккарти, Джош Сингер — «В центре внимания»
- Лучший адаптированный сценарий: Адам Маккей, Чарльз Рэндольф — «Игра на понижение»
- Лучший анимационный фильм: «Головоломка»

### Премия «Сезар»
41-я церемония вручения наград премии «Сезар» за заслуги в области французского кинематографа за 2015 год состоялась 26 февраля 2016 года в театре «Шатле» (Париж, Франция)
- Лучший фильм: «Фатима»
- Лучший фильм на иностранном языке: «Бёрдмэн»
- Лучший режиссёр: Арно Деплешен «Три воспоминания моей юности»
- Лучшая мужская роль: Венсан Линдон — «Закон рынка»
- Лучшая женская роль: Катрин Фро — «Маргарита»
- Лучшая мужская роль второго плана: Бенуа Мажимель — «Молодая кровь»
- Лучшая женская роль второго плана: Сидсе Бабетт Кнудсен — «Горностай»
- Лучший оригинальный сценарий: Дениз Гамзе Эргювен, Алис Винокур — «Мустанг»
- Лучший адаптированный сценарий: Филипп Фокон — «Фатима»

### Премия «Независимый дух» (Independent Spirit Awards)
31-я церемония вручения премии «Независимый дух», ориентированной в первую очередь на американское независимое кино, за 2015 год состоялась 27 февраля 2016 года в Лос-Анджелесе.
- Лучший фильм: «В центре внимания»
- Лучший режиссёр: Том МакКарти, «В центре внимания»
- Лучшая мужская роль: Абрахам Атта — «Безродные звери»
- Лучшая женская роль: Бри Ларсон — «Комната»
- Лучшая мужская роль второго плана: Идрис Эльба — «Безродные звери»
- Лучшая женская роль второго плана: Миа Тейлор — «Мандарин»
- Лучший сценарий: Том МакКарти, Джош Сингер — «В центре внимания»
- Лучший фильм на иностранном языке:  «Сын Саула»

### Премия «Оскар»
88-я церемония вручения наград американской премии «Оскар» состоялась 28 февраля 2016 года в театре «Долби», Лос-Анджелес, США. Ведущим церемонии был актёр, продюсер Крис Рок.
- Лучший фильм: «В центре внимания»
- Лучший режиссёр: Алехандро Гонсалес Иньярриту, «Выживший»
- Лучшая мужская роль: Леонардо ДиКаприо — «Выживший»
- Лучшая женская роль: Бри Ларсон — «Комната»
- Лучшая мужская роль второго плана: Марк Райлэнс — «Шпионский мост»
- Лучшая женская роль второго плана: Алисия Викандер — «Девушка из Дании»
- Лучший оригинальный сценарий: Джош Сингер, Томас МакКарти — «В центре внимания»
- Лучший адаптированный сценарий: Чарльз Рэндольф, Адам МакКей — «Игра на понижение»
- Лучший анимационный фильм: «Головоломка»
- Лучший фильм на иностранном языке:  «Сын Саула»

### Премия «Белый слон»
18-я церемония кинопремии Гильдии киноведов и кинокритиков России «Белый слон» прошла 25 марта в Доме кино в Москве.
- Лучший фильм: «Милый Ханс, дорогой Пётр»
- Лучшая режиссёрская работа: Александр Миндадзе — «Милый Ханс, дорогой Пётр»
- Лучший мужская роль: Якоб Диль — «Милый Ханс, дорогой Пётр»
- Лучшая женская роль: Яна Троянова — «Страна ОЗ»
- Лучший мужская роль второго плана: Олег Ягодин — «Ангелы революции», «Орлеан»
- Лучшая женская роль второго плана: Инна Чурикова — «Страна ОЗ»
- Лучший документальный фильм: «Событие»
- Лучший анимационный фильм: «Мы не можем жить без космоса»
- Лучший сценарий: Александр Миндадзе — «Милый Ханс, дорогой Пётр»
- Лучшая операторская работа: Олег Муту — «Милый Ханс, дорогой Пётр»
- Приз молодых кинокритиков «Голос» — «Брат Дэян»

### Премия «Ника»
29-я церемония вручения наград премии Российской академии кинематографических искусств «Ника» состоялась 1 апреля 2016 года в Московском государственном музыкальном театре фольклора «Русская песня».
- Лучший игровой фильм: «Милый Ханс, дорогой Пётр»
- Лучший фильм стран СНГ и Балтии: «Небесное кочевье» (Киргизия)
- Лучший неигровой фильм: «Валентина Кропивницкая: В поисках потерянного рая»
- Лучший анимационный фильм: «Волк Вася»
- Лучшая режиссёрская работа: Станислав Говорухин за работу над фильмом «Конец прекрасной эпохи»
- Лучший сценарий: Александр Миндадзе за сценарий к фильму «Милый Ханс, дорогой Пётр»
- Лучшая мужская роль: Данила Козловский за роль в фильме «Духless 2» и Александр Яценко за роль в фильме «Инсайт»
- Лучшая женская роль: Ирина Купченко за роль в фильме «Училка»
- Лучшая мужская роль второго плана: Михаил Ефремов за роль в фильме «Про любовь»
- Лучшая женская роль второго плана: Инна Чурикова за роль в фильме «Страна ОЗ»

### MTV Movie Awards
Церемония вручения кинонаград канала MTV за состоялась 10 апреля 2016 года на студии Warner Bros. в Лос-Анджелесе. Ведущими стала американские актёры Кевин Харт и Дуэйн Джонсон. Награда в категории «Признание поколения» была вручена актёру Уиллу Смиту.
- Лучший фильм года: «Звёздные войны: Пробуждение силы»
- Лучшая мужская роль: Леонардо Ди Каприо — «Выживший»
- Лучшая женская роль: Шарлиз Терон — «Безумны Макс: Дорога ярости»
- Прорыв года: Дэйзи Ридли — «Звёздные войны: Пробуждение силы»

### Каннский кинофестиваль
69-й Каннский международный кинофестиваль проходил с 11 по 22 мая 2016 года в Каннах, Франция. В основной конкурс вошло 22 ленты. Жюри основного конкурса возглавил австралийский режиссёр Джордж Миллер.
- Золотая пальмовая ветвь: «Я, Дэниэл Блейк», реж. Кен Лоуч (Великобритания, Франция)
- Гран-при: «Это всего лишь конец света», реж. Ксавье Долан (Канада, Франция)
- Лучший режиссёр: Кристиан Мунджиу за «Выпускной» (Румыния, Франция) и Оливье Ассайас за «Персональный покупатель» (Франция)
- Лучший сценарий: Асгар Фархади за «Коммивояжёр» ( Иран)
- Лучшая мужская роль: Шахаб Хоссейни за «Коммивояжёр» ( Иран)
- Лучшая женская роль: Жаклин Хосе за «Ма Роза» ( Филиппины)

### «Кинотавр»
27-й открытый российский кинофестиваль «Кинотавр-2016» проходил с 6 по 13 июня 2016 года в Сочи. Жюри возглавил режиссёр Николай Лебедев.
- Лучший фильм: «Хороший мальчик», реж. Оксана Карас
- Лучший режиссёр: Кирилл Серебренников, «Ученик»
- Лучший дебют: фильм «Чужая работа», реж. Денис Шабаев
- Лучшая мужская роль: Константин Хабенский, «Коллектор»
- Лучшая женская роль: Наталья Павленкова, «Зоология»
- Лучшая операторская работа: Денис Фирстов, «Коллектор»
- Лучший сценарий: Константин Челидзе, «Огни большой деревни»

### Премия «Сатурн»
42-я церемония вручения наград премии «Сатурн» за заслуги в области фантастики, фэнтези и фильмов ужасов за 2015 год состоялась 22 июня 2016 года в городе Бербанк (Калифорния, США).
- Лучший научно-фантастический фильм: «Звёздные войны: Пробуждение силы»
- Лучший фильм-фэнтези: «Золушка»
- Лучший фильм ужасов: «Багровый пик»
- Лучший триллер: «Шпионский мост»
- Лучший приключенческий фильм/боевик: «Форсаж 7»
- Лучшая экранизация комикса: «Человек-Муравей»
- Лучший полнометражный мультфильм: «Головоломка»
- Лучший международный фильм: «Турбо пацан»
- Лучший независимый фильм: «Комната»
- Лучший режиссёр: Ридли Скотт — «Марсианин»
- Лучшая мужская роль: Харрисон Форд — «Звёздные войны: Пробуждение силы»
- Лучшая женская роль: Шарлиз Терон — «Безумный Макс: Дорога ярости»
- Лучшая мужская роль второго плана: Адам Драйвер — «Звёздные войны: Пробуждение силы»
- Лучшая женская роль второго плана: Джессика Честейн — «Багровый пик»
- Лучший сценарий: Лоуренс Кэздан, Джей Джей Абрамс, Майкл Арндт — «Звёздные войны: Пробуждение силы»

### Московский международный кинофестиваль
38-й Московский международный кинофестиваль прошёл в Москве с 23 по 30 июня 2016 года. В основной конкурс вошли 13 картин, в том числе фильм российского режиссёра Николая Досталя «Монах и бес». Председателем жюри основного конкурса был болгарский режиссёр, актёр Ивайло Христов, чей фильм победил в прошлом году. Главный приз кинофестиваля, «Золотой Георгий», получил фильм «Дочь» иранского режиссёра Резы Миркарими.

### Венецианский кинофестиваль
73-й Венецианский международный кинофестиваль проходил со 31 августа по 10 сентября 2016 года в Венеции, Италия. В основной конкурс вошли 20 лент, в том числе фильм «Рай» Андрея Кончаловского. Жюри основного конкурса возглавлял английский режиссёр Сэм Мендес.
- Золотой лев: «Женщина, которая ушла», реж. Лав Диас (Филиппины)
- Особый приз жюри: «Под покровом ночи», реж. Том Форд (США)
- Серебряный лев за лучшую режиссёрскую работу: Андрей Кончаловский, «Рай» (Россия, Германия) и Амат Эскаланте, «Дикая местность» (Мексика)
- Золотые Озеллы за лучший сценарий: Ной Оппенхайм, «Джеки» (Чили, США)
- Специальный приз жюри: «Плохая партия», реж. Ана Лили Амирпур (США)
- Кубок Вольпи за лучшую мужскую роль: Оскар Мартинес за «Почётный гражданин» (Аргентина)
- Кубок Вольпи за лучшую женскую роль: Эмма Стоун за «Ла-Ла Лэнд» (США)
- Приз Марчелло Мастрояни: Паула Бир, «Франц» (Германия)

### Кинофестиваль в Торонто
41-й ежегодный международный кинофестиваль в Торонто (Канада) проходил с 8 по 18 сентября 2016 года
- Приз зрительских симпатий (1 место): «Ла-Ла Ленд», реж. Дэмьен Шазелл (США)
- Приз зрительских симпатий (2 место): «Лев», реж. Гарт Дэвис (Великобритания, Австралия, США)
- Приз зрительских симпатий (3 место): «Королева из Катве», реж. Мира Наир ( США)

### Премия «Резонанс»
1-я церемония вручения наград Открытой национальной кинопремии российской прессы прошла 4 октября в Ялте в рамках церемонии закрытия Ялтинского международного кинофестиваля «Евразийский мост».
- Лучший фильм: «Страна ОЗ»
- Лучший дебют: «Тряпичный союз»

### Премия Европейской киноакадемии
29-я церемония континентальной премии Европейской академии кино состоялась 10 декабря 2016 года в польском городе Вроцлаве.
- Лучший европейский фильм: «Тони Эрдманн» (, )
- Лучший европейский режиссёр: Марен Аде — «Тони Эрдманн» ()
- Лучший европейский актёр: Петер Симонишек — «Тони Эрдманн» ()
- Лучшая европейская актриса: Сандра Хюллер — «Тони Эрдманн» ()
- Лучшая европейская комедия — «Вторая жизнь Уве» ()
- Приз зрительских симпатий — «Тело» ()

### Critics' Choice Movie Awards
22-я церемония вручения наград премии Critics' Choice Movie Awards Ассоциацией телекинокритиков США и Канады прошла 12 декабря 2016 года в Калифорнии. Ведущим церемонии вновь был американский актёр и стендап-комик Ти Джей Миллер.
- Лучший фильм: «Ла-Ла Ленд»
- Лучший режиссёр: Дэмьен Шазелл — «Ла-Ла Ленд»
- Лучшая мужская роль: Кейси Аффлек — «Манчестер у моря»
- Лучшая женская роль: Натали Портман — «Джеки»
- Лучшая мужская роль второго плана: Махершала Али — «Лунный свет»
- Лучшая женская роль второго плана: Виола Дэвис — «Ограды»
- Лучший(-ая) молодой (-ая) актёр/актриса: Лукас Хеджес — «Манчестер у моря»
- Лучший актёрский состав: «Лунный свет»
- Лучший анимационный фильм: «Зверополис»
- Лучший фильм на иностранном языке:  «Она»